# نوید رضایی‌فر
نوید رضایی‌فر (زادهٔ ۲۳ اوت ۱۹۹۶ - تنکابن) بازیکن بسکتبال اهل ایران است. وی از بازیکنان باتجربه ،خوب و قدرتمند آسیا است.
وی در مسابقات کشوری و بین‌المللی در مجموع برندهٔ ۱ مدال نقره در جام بسکتبال آسیا ۲۰۱۷ شده‌است. 

## افتخارات
طلا جوانان آسیا سال ۲۰۱۴ قطر
نقره کاپ آسیا سال ۲۰۱۷ لبنان
نقره بازی‌های آسیایی سال ۲۰۱۸ جاکارتا اندونزی
مسابقات کاپ ویلیام جونز سال ۲۰۱۷  انتخاب شده به عنوان  ۵ بازیکن برتر جام
بازی برای تیم ملی ایران در پنجره انتخابی جام جهانی از سال ۲۰۱۷ تا ۲۰۱۹

## سوابق بازی در تیم های
۱۳۹۲-۱۳۹۳ مهرام مقام دوم
۱۳۹۳-۱۳۹۴ مهرام مقام اول
۱۳۹۴-۱۳۹۵ مهرام
۱۳۹۵-۱۳۹۶ مهرام
۱۳۹۶-۱۳۹۷ مهرام مقام دوم
۱۳۹۷-۱۳۹۸ پتروشیمی بندر امام مقام سوم
۱۳۹۸-۱۳۹۹ شهرداری گرگان
۱۳۹۹-۱۴۰۰ شهرداری گرگان مقام اول